# The Fugitive (Album)
The Fugitive ist das zweite Soloalbum von Tony Banks, dem Gründer und Keyboarder von Genesis. Das 1983 von Charisma Records veröffentlichte Album ist das einzige Album, auf dem Banks alle Lieder alleine singt.

## Titelliste
Alle Songs von Tony Banks.
1. „This Is Love“ – 5:11
2. „Man Of Spells“ – 3:46
3. „And The Wheels Keep Turning“ – 4:48
4. „Say You'll Never Leave Me“ – 4:32
5. „Thirty Three's“ – 4:33
6. „By You“ – 4:29
7. „At The Edge Of Night“ – 6:03
8. „Charm“ – 5:27
9. „Moving Under“ – 6:01